# 253 (число)
253 (Дві́сті п'ятдеся́т три́) — натуральне число між 252 та 254.
- 253-й день у році — 10 вересня (у високосний рік — 9 вересня).

## У математиці
- 253 — є непарним тризначним числом.

- Сума цифр цього числа — 10;
- Добуток цифр цього числа — 30;
- Квадрат числа 253 — 64009;

- - утворене сумою дев'яти послідовних простих чисел (253 = 13 + 17 + 19 + 23 + 29 + 31 + 37 + 41 + 43)

- 22-е трикутне число;
- Належить до біпростих чисел;

## В інших галузях
- 253 рік
- 253 до н. е.
- В Юнікоді 00FB16 — код для символу «Ý» (Latin Small Letter Y With Acute).

## Цікавинки
- 253 Матільда (253 Mathilde) — астероїд головного поясу, відкритий 12 листопада 1885 року Йоганном Палізою у Відні;